# 蕎麥茶

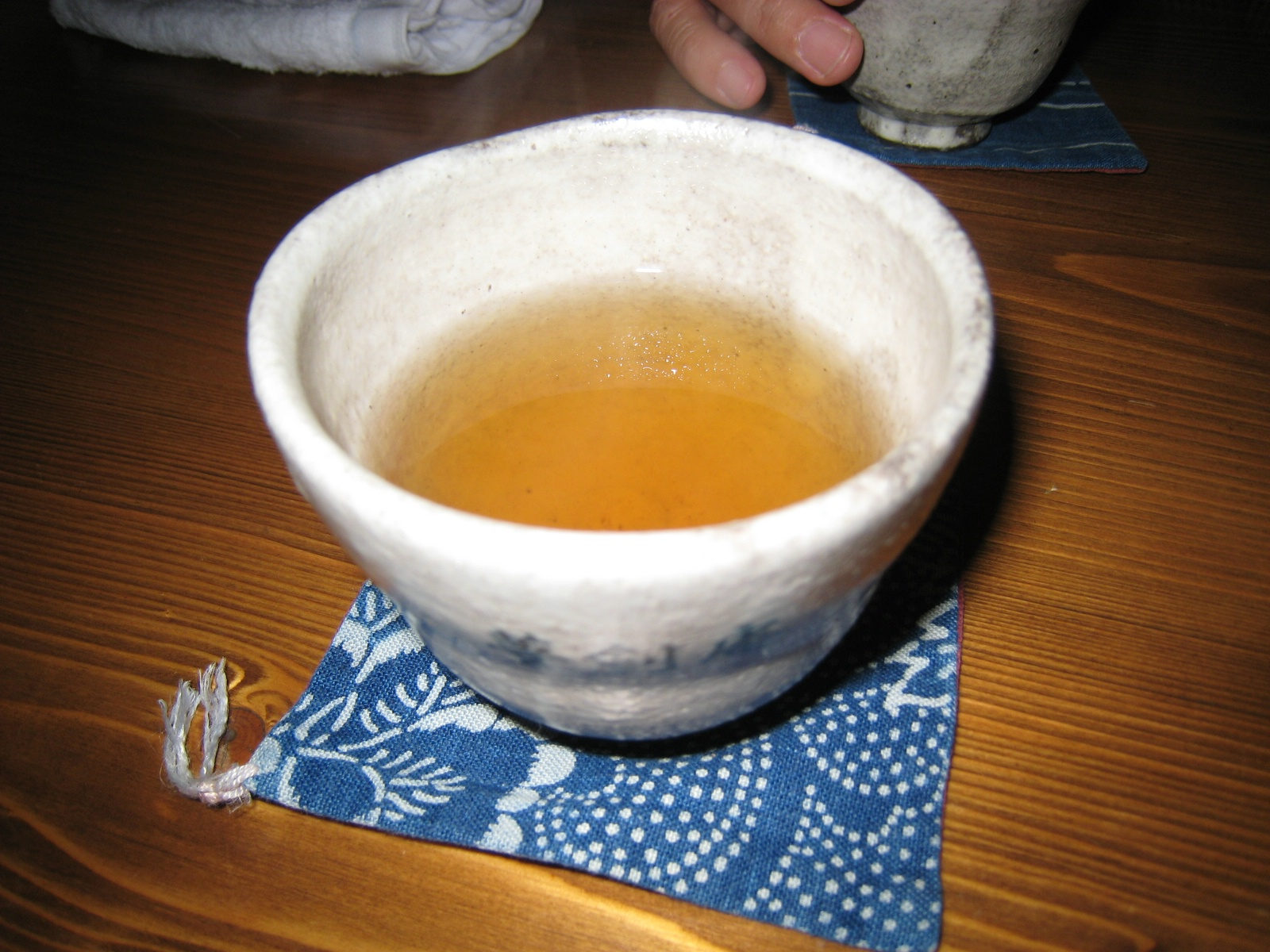
蕎麥茶(2006年11月6日)

蕎麥茶，是以蕎麥為原料，作為茶飲料的一種。蕎麥是獨一無二的、有獨特的香味。
通常的荞麦茶含有荞麦面、蜂蜜、茶叶等作料。
蕎麥是一種屬於五穀根莖類的食物，它具有獨特的香味。作為一種高澱粉主食，蕎麥具有很高的營養價值，同時也是一種出色的保健食品。蕎麥富含維生素B和對身體有益的礦物質。此外，蕎麥中的澱粉易於被身體吸收，即使你有腸胃問題，仍可安心食用或飲用。蕎麥不含咖啡因，非常適合沖泡成茶來品嚐，並且不會影響睡眠品質。